# ماكس بارثل
ماكس بارثل (بالألمانية: Max Barthel )‏ (و. 1893 – 1975 م) هو مؤلف، وكاتب للأطفال، وصحفي، وكاتب ألماني، كان عضوًا في الحزب الديمقراطي الاجتماعي الألماني، توفي في فالدبرول، عن عمر يناهز 82 عاماً.

## رحلته إلى روسيا
في عام 1920 قَبِل دعوة شخصية من كارل راديك للسفر إلى موسكو وحضور المؤتمر العالمي الثاني للكومنترن في عام 1920. سافر خلسة إلى إستونيا، وبمجرد وصوله إلى هنا، اختلط بأسرى الحرب الروس، وبالتالي تمكن من عبور الحدود. أثناء وجوده في روسيا، حضر أيضًا المؤتمر الدولي للشباب الشيوعي الدولي والتقى بفلاديمير لينين. التحق بمدرسة كولتينترن حيث إنضم إلى المكتب الدولي المؤقت.
في عام 1923، إنتقل بارثل من "KPD" الحزب الشيوعي الألماني إلى الحزب الإشتراكي الديمقراطي في ألمانيا. لقد اقترب أكثر من النازية بعد الإستيلاء على السلطة. كان مراسلًا لرحلات القوة عبر السعادة، ومراسلًا صحفيًا أثناء الحرب. في عام 1922 عمل بالأفكار الشيوعية في قصيدة (روح العامل) ، لكن في عام 1934 وصفت روايته (فولك الخالد) تحول العامل الألماني نفسه من شيوعي إلى تابع لفوهرر. في لهجة الاستقالة، أطلق بارثل على سيرته الذاتية بعد الحرب كين بيدارف أن (لا حاجة لتاريخ العالم، 1950).

## جوائز
حصل على جوائز منها:
- جائزة المنافسة العامة  [لغات أخرى]‏ (1946)
- قائد الفنون والآداب

## روابط خارجية
- ماكس بارثل على موقع مونزينجر (الألمانية)